# Conrad I de Luxemburg

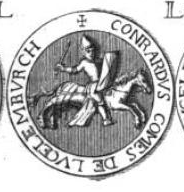
Sigiliul lui Conrad I de Luxemburg.

Conrad I (n. cca. 1040 – d. 8 august 1086) a fost conte de Luxemburg de la 1059 până la moarte.
Conrad I a fost fiul și succesorul contelui Giselbert de Luxemburg.
Conrad a fost implicat într-o dispută cu arhiepiscopul de Trier cu privire la abația Sfântului Maximin din Trier. Arhiepiscopul l-a excomunicat pe Conrad, iar acesta a fost nevoit să plătească daune și să întreprindă un pelerinaj la Ierusalim. El a murit în Italia, pe drumul de întoracere.
Conrad a întemeiat mai multe abații, printre care abația din Orval în 1070 (alături de contele Arnulf I de Chiny) și un convent Ordinul benedictin|benedictin în Münster în 1083.

## Căsătorie și urmași
În jurul anului 1075, Conrad s-a căsătorit cu Clementia de Aquitania (n. 1060 - d. 1142), presupusă a fi fost fiica ducelui Guillaume al VII-lea de Aquitania și a Ermesindei. Ei au avut următorii copii:
- Henric (d. 1086), succesor în comitatul de Luxemburg
- Conrad, menționat în 1080
- Matilda (n. 1070), căsătorită cu contele Godfrid (n. 1075) de Bleisgau
- Rudolf (d. 1099), devenit abate de Saint-Vannes în Verdun
- Ermesinda (n. 1075 - d. 1143), căsătorită mai întâi (1096) cu contele Albert al II-lea de Egisheim și de Dagsburg, iar apoi (1101) cu contele Godefroi de  Namur.
- Wilhelm (n. 1081 - d. 1131), devenit conte de Luxemburg